# فلبوس شاحب
فلبوس شاحب (الاسم العلمي: Phyllobius pallidus) هو نوع من الحشرات يتبع جنس الفلبوس من فصيلة السوسية الحقيقية.